# 6... prendi e perdi!
6... prendi e perdi! (dall'originale tedesco 6 nimmt!) è un gioco di carte creato da Wolfgang Kramer nel 1994 e distribuito in Italia dalla Dal Negro. Il gioco è conosciuto nel Regno Unito con il nome Take 6 e in Francia con il nome 6 qui prend!

## Regole del gioco
L'obiettivo del gioco è di terminare la partita con il minor numero di penalità.
Si gioca con un mazzo di carte speciali composto da 104 carte, numerate da 1 a 104. Ogni carta presenta 1, 2, 3, 5 o 7 punti di penalità, rappresentate con dei pallini (o nella versione originale da teste di tori). In particolare ci sono:
- 76 carte con 1 penalità
- 9 carte con 2 penalità
- 10 carte con 3 penalità
- 8 carte con 5 penalità
- 1 carta con 7 penalità

### Preparazione del gioco
Ogni giocatore riceve 10 carte all'inizio della mano.
Quattro carte scoperte sono messe in verticale al centro del tavolo.

### Svolgimento del gioco
Ad ogni turno, ciascun giocatore sceglie una carta e la posa coperta davanti a sé. Quando tutti i giocatori sono pronti, le carte vengono scoperte.
A partire dal giocatore con la carta più bassa e a crescere fino a quello con la carta più alta, ogni giocatore deve quindi mettere la sua carta su una delle quattro file presenti sul tavolo, rispettando le seguenti regole:
- La carta deve essere posta su una fila con il valore dell'ultima carta inferiore alla carta giocata.
- Tra le righe in cui l'ultima carta è inferiore a quella giocata, si deve scegliere quella in cui l'ultima carta è più vicina alla carta giocata (la più alta tra quelle inferiori).
- Se la fila su cui si deve mettere la carta giocata contiene già 5 carte (quella giocata sarebbe la sesta), il giocatore deve prendere le 5 carte presenti sulla fila, lasciando al loro posto la carta giocata. Le carte prese vanno messe da parte (la somma delle penalità presenti su di esse sarà calcolato alla fine della partita), le carte prese dal tavolo non devono essere riprese in mano.
- Se la carta giocata è inferiore all'ultima carta di tutte le 4 file, il giocatore deve prendere le carte presenti su una fila a sua scelta (di solito quella con meno penalità), lasciando al loro posto la carta giocata.

Le carte di tutti i giocatori sono giocate seguendo queste regole, seguendo l'ordine crescente delle carte da giocare.
Alla fine del turno, tutti i giocatori scelgono una nuova carta tra quelle che gli rimangono, si continua per 10 turni fino ad esaurire le 10 carte che ogni giocatore ha ricevuto.

#### Esempio
Le ultime carte sulle 4 file hanno i seguenti valori: 8, 24, 69, 81.
La carta da giocare è il 29.
La carta non può essere messa sulle file con il 69 o l'81, che sono superiori a 29. Si deve quindi scegliere tra 8 e 24. 24 è il numero più vicino a 29, il 29 va quindi messo dopo il 24 (sulla stessa fila).
Se la carta da giocare fosse stata il 3 - quindi una carta inferiore alle 4 presenti - il giocatore avrebbe dovuto prendere le carte di una fila a sua scelta e mettere al loro posto il 3.

### Fine della partita
Terminate le 10 carte, ogni giocatore conta il totale delle penalità presenti sulle carte che ha dovuto raccogliere dal tavolo durante la mano. Il totale per ogni giocatore è annotato su un foglio e una nuova mano comincia.
Il gioco termina quando un giocatore raggiunge un totale di 66 penalità. Il vincitore è colui che ha totalizzato il minor numero di penalità.

## Varianti
Per rendere il gioco più complesso, se si gioca con meno di 10 giocatori, prima di cominciare, si rimuovono dal mazzo tutte le carte superiore a 10 n + 4 (dove n è il numero di giocatori). Per esempio, con 5 giocatori si useranno solo le carte da 1 a 54 escludendo quelle dal 55 al 104, con 7 giocatori si useranno le carte da 1 a 74. Il resto del gioco è immutato.
Questa variante è evidentemente più strategica rispetto alle regole di base perché è possibile determinare quali carte sono già state giocate e quali sono a disposizione degli altri giocatori.

## Premi e riconoscimenti
Il gioco ha vinto i seguenti premi e riconoscimenti:
- 1994: 
  - Deutscher Spiele Preis;
  - Premio À la Carte: Gioco di carte dell'anno;
- 2008 - Juego del Año: finalista[2];